# بيترو بيانكي
بيترو بيانكي (بالإيطالية: Pietro Bianchi)‏ (و. 1895 – 1962 م) هو رباع، من إيطاليا، شارك في ألعاب أولمبية صيفية 1920، توفي عن عمر يناهز 67 عاماً.

## روابط خارجية
- بيترو بيانكي على موقع اللجنة الأولمبية الدولية (الإنجليزية)
- بيترو بيانكي على موقع أوليمبيديا (الإنجليزية)
- بيترو بيانكي على موقع اللجنة الأولمبية الإيطالية (الإيطالية)